# المعلم (فلم 2012)
المعلم (بالإنجليزية: The Master) هو فيلم دراما تم إنتاجه في الولايات المتحدة وصدر في سنة 2012. الفيلم من إخراج بول توماس أندرسون وكتابة بول توماس أندرسون. من بطولة خواكين فينيكس وفيليب سيمور هوفمان وإيمي آدمز ولورا ديرن.

## القصة
بروفيسور عبقري تجاوز الآثار النفسية المُدمرة التي عانى منها بعض الجنود العائدين من الحرب العالمية الثانية، عن طريق الدعوة لإنشاء جماعة خاصة بهم، لكنه يواجه العديد من العداوات، بجانب انضمام الكثير من الأشخاص إليه.

## إصدار الفيلم
عرض الفيلم الأول في مهرجان فينيسيا السينمائي الدولي في الأول من سبتمبر عام 2012 وأطلق في الولايات المتحدة في 14 سبتمبر 2012.

## الميزانية والإيرادات
بلغت تكلفة إنتاج الفيلم حوالي 32 مليون دولار بينما حقق أرباحا تقدر بـ 28,258,060 دولار.

## طاقم التمثيل
- خواكين فينيكس بدور فريدي سوتون .
- إيمي آدمز بدور ماري.
- فيليب سيمور هوفمان بدور لانكستر دود.
- جيسي بليمنز بدور فال دود.
- رامي مالك بدور كلارك.

## ترشيحات وجوائز
- ترشح الفيلم لثلاث جوائز أوسكار في فئة أفضل ممثل دور رئيسي وأفضل ممثل في دور مساعد وأفضل ممثلة في دور مساعد[1]
- 4 ترشحيات لجوائز الأكاديمية البريطانية لفنون الأفلام والتلفزيون (البافتا).
- 3 ترشحيات لجوائز جولدن جلوب.
- حصل الفيلم على جائزة الاتحاد الدولي لنقاد السينما في مهرجان فينيسيا السينمائي الدولي.
- فاز فيليب سيمور هوفمان بجائزة جمعية نقاد السينما كأفضل ممثل مساعد[2]
- فاز الفيلم بجائزة جمعية بوسطن للنقاد السينمائيين في فئة أفضل تصوير سينمائي.[3]

## وصلات خارجية
- مقالات تستعمل روابط فنية بلا صلة مع ويكي بيانات
- "المُعَلِّم .. The Master - موقع WesternScreen". مؤرشف من الأصل في 2018-11-22.

لا توجد روابط لمواقع التواصل الاجتماعي.